# Skysoundtrack

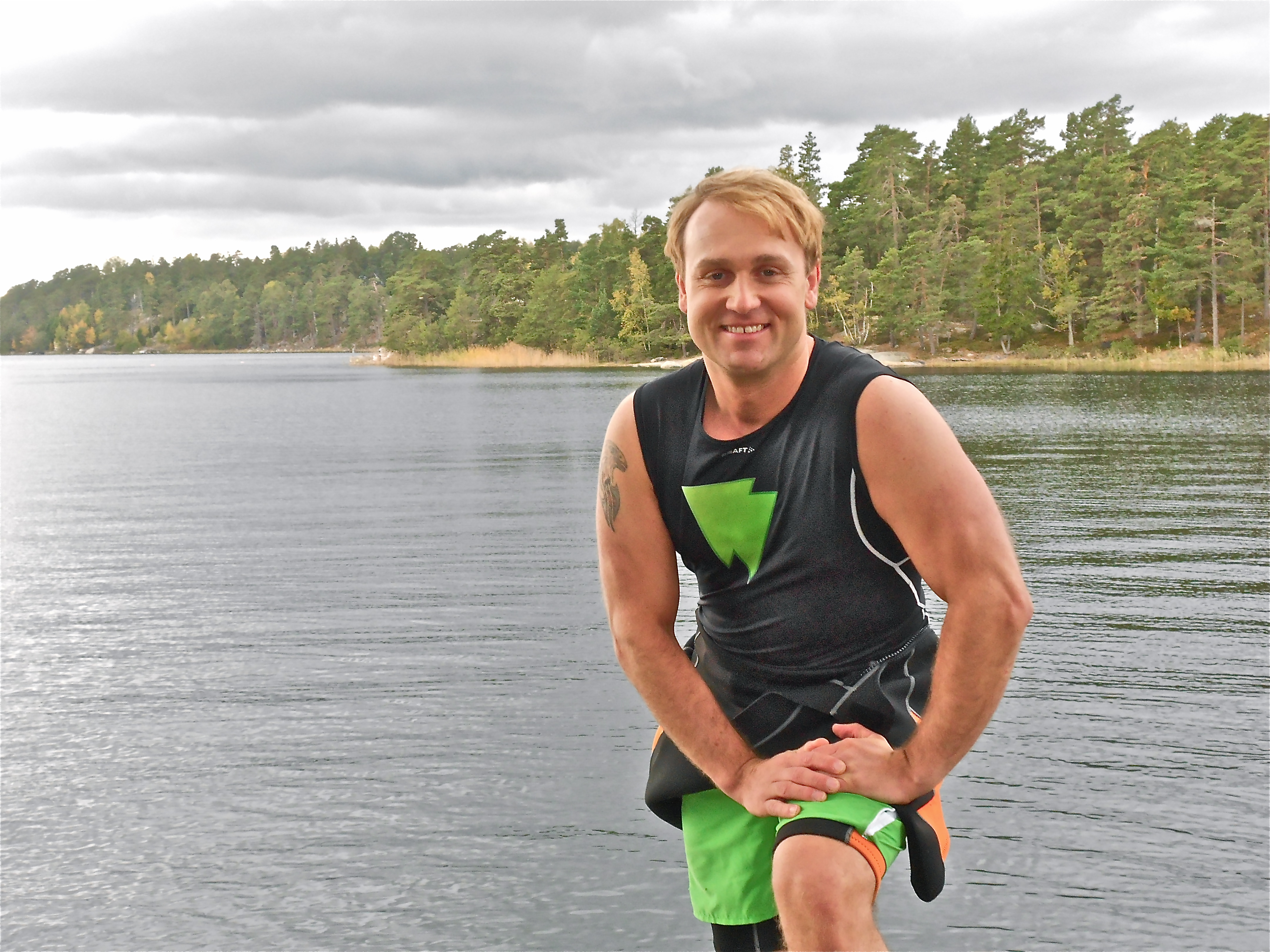
Sławomir Rynkiewicz i tv-programmet Waterwörld.

Skysoundtrack (egentligen Sławomir Rynkiewicz), född 19 november 1970 i Gdańsk Polen, är en musiker, kompositör, filmklippare, filmproducent och skådespelare. Han är producent till prisbelönad independentfilm i Polen och Tjeckien. Han är bosatt i Stockholm. Rynkiewic är utbildad vid Kulturama (Digital Video Produktion, Musikproduktion och komposition).

## Filmografi
- "Våra vänners liv" reg. Jesper Andersson.
- "Inga Lindström" reg. John Delbridge.
- "Solsidan" reg. Felix Herngren.
- "Den sista dokusåpan" reg. Andreas Öhman, Oskar Mellander.
- "Shoo Bre" reg. Djengo Esmer

## Svenska tv-program
- "Bläsningen" i TV 3
- "Cirkus Möller" i TV4
- reality-show "Waterwörld" i TV6[1]
- "69 saker du vill veta om sex" i TV 3

## Musikvideo
- The Super Orchestra, "Jealous"
- Ola Svensson, "Riot"
- Le Kid, "America"
- Kent "Hjärta"
- Carola " Suspisious Minds"
- L
- Filmproducent[2]

- "Świadek koronny" reg. Eleonora Gryniewicz[3]
- "Łosie w krainie krasnali" ("Algar i Tomteland") reg. Eleonora Gryniewicz [4]
- "Inspiracje" reg. Eleonora Gryniewicz [5]
- "Wssip" reg. Eleonora Gryniewicz [6]
- "One way trip" reg. Eleonora Gryniewicz [7]
- "Skarby Ani K" reg. Eleonora Gryniewicz[8]

## Klippning i urval
- "HOLLYŁÓDŹ"
- "Tajemnica wsi"
- "Inspiracje"
- "Łosie w krainie krasnali" ("Algar i Tomteland")

## Filmmusik urval
| År   | Titel                       |
| ---- | --------------------------- |
| 2003 | "BATTLE""Älgar i tomteland" |
| 2005 | " SLEEPELESS SPACE"         |